# (391) Ingeborg
(391) Ingeborg ist ein Asteroid des inneren Hauptgürtels, der am 1. November 1894 vom deutschen Astronomen Max Wolf an seiner Privatsternwarte in Heidelberg bei einer Helligkeit von 12 mag entdeckt wurde.
Ein Bezug dieses Namens zu einer Person oder einem Ereignis ist nicht bekannt.
Die Bahn des Asteroiden besitzt eine große Exzentrizität, wodurch seine Periheldistanz (sonnennächster Punkt) zwar noch größer als das Perihel, aber kleiner als das Aphel (sonnenfernster Punkt) des Mars ist. Er wird daher zu den Marsbahngrazern gezählt. Durch die Schrägstellung der Bahn des Asteroiden gegenüber der Marsbahn und die gegeneinander verdrehten Apsidenlinien können sich die beiden Himmelskörper derzeit aber nicht näher kommen als bis auf etwa 35,4 Mio. km (0,24 AE).

## Wissenschaftliche Auswertung
Nach der Reaktivierung von NEOWISE im Jahr 2013 und Registrierung neuer Daten wurden 2015 für (391) Ingeborg Werte für den Durchmesser und die Albedo von 15,8 oder 17,4 km bzw. 0,34 oder 0,29 angegeben, diese Angaben beinhalten aber hohe Unsicherheiten.
Eine spektroskopische Untersuchung von 820 Asteroiden zwischen November 1996 und September 2001 am La-Silla-Observatorium in Chile ergab für (391) Ingeborg eine taxonomische Klassifizierung als S- bzw. Sl-Typ.
Photometrische Messungen des Asteroiden fanden erstmals statt vom 26. Mai bis 2. Juni 1989 am Mount-Lemmon-Observatorium in Arizona. In den vier Beobachtungsnächten konnten aber immer nur Teilabschnitte einer vollständigen Lichtkurve registriert werden, so dass die Rotationsperiode nur zu etwa 16 h grob abgeschätzt wurde. Neue Beobachtungen erfolgten im Zeitraum vom 8. August bis 17. Dezember 2000, zunächst in einer koordinierten Zusammenarbeit zwischen dem Thornton Observatory in Colorado und dem Flarestar Observatory auf Malta. Später erfolgte noch eine Unterstützung durch das Santana Observatory in Kalifornien. Die Rotationsperiode konnte aus den aufgezeichneten Lichtkurven zu 26,391 h bestimmt werden. Auch die Daten aus 1989 passten zu dieser Periode.
Die Verarbeitung von archivierten Lichtkurven des United States Naval Observatory in Arizona und der Catalina Sky Survey ermöglichte in einer Untersuchung von 2013 für (391) Ingeborg nur die Bestimmung einer retrograden Rotation mit einer Periode von 26,4145 h.
Eine Auswertung von archivierten Lichtkurven des Lowell-Observatoriums führte dann in einer Untersuchung von 2016 erstmals zur Erstellung eines dreidimensionalen Gestaltmodells des Asteroiden für eine Position der Rotationsachse mit retrograder Rotation und einer Periode von 26,4146 h. Eine weitere Auswertung von archivierten Lichtkurven des Lowell-Observatoriums ermöglichte in einer Untersuchung von 2016 erneut die Erstellung eines dreidimensionalen Gestaltmodells des Asteroiden für eine Rotationsachse mit retrograder Rotation und einer Periode von 26,4149 h.
Zwischen 2012 und 2018 wurden mit der All-Sky Automated Survey for Supernovae (ASAS-SN) auch photometrische Daten von 20.000 Asteroiden aufgezeichnet. Auf mehr als 5000 davon konnte erfolgreich die Methode der konvexen Inversion angewendet werden, darunter auch (391) Ingeborg, für die in einer Untersuchung von 2021 ein verbessertes dreidimensionales Gestaltmodell für zwei alternative Rotationsachsen mit retrograder Rotation und einer Periode von 26,415 h erstellt wurde. Aus archivierten Daten des Asteroid Terrestrial-impact Last Alert System (ATLAS) aus dem Zeitraum 2015 bis 2018 konnte in einer Untersuchung von 2022 mit der Methode der konvexen Inversion eine Rotationsperiode von 26,414 h bestimmt werden.